# Ardisia venosissima
Ardisia venosissima (Ruiz & Pav.) J.F.Macbr. – gatunek roślin z rodziny pierwiosnkowatych (Primulaceae). Występuje naturalnie w Meksyku, Belize, Gwatemali, Salwadorze, Hondurasie, Nikaragui, Kostaryce, Panamie, Kolumbii, Wenezueli oraz Peru. 

## Morfologia
PokrójZimozielony krzew.
LiścieBlaszka liściowa ma lancetowaty kształt. Mierzy 9–23,5 cm długości oraz 4 cm szerokości, jest całobrzega, ma ostrokątną nasadę i spiczasty wierzchołek. Ogonek liściowy jest nagi i ma 5 mm długości.